# Andrew Galbraith Colville
Pour les articles homonymes, voir Colville.
Andrew Galbraith Colville (Édimbourg, 1846 - Bournemouth, 1881) est un joueur international écossais de rugby.
Il fait partie de l'équipe d'Écosse de rugby qui affronte l'Angleterre dans ce qui constitue le tout premier match international de rugby de l'histoire, en 1871.

## Biographie

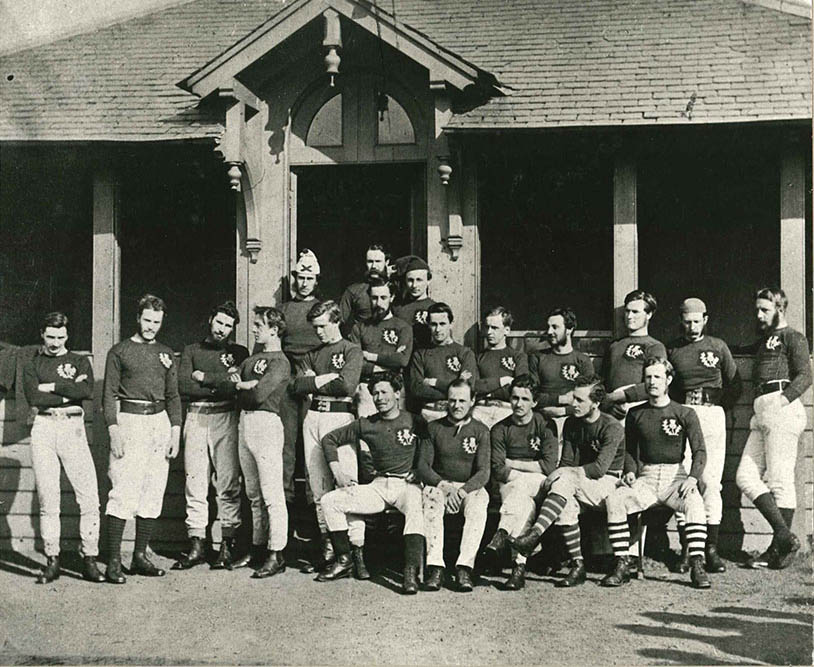
La première équipe nationale de rugby d'Écosse, lors du match de mars 1871 contre l'Angleterre à Édimbourg.

Andrew Galbraith Colville naît à Édimbourg le 17 décembre 1846.
Il évolue comme forward (avant) pour Blackheath FC de Londres et pour les Merchistonians d'Édimbourg, qui sont parmi les meilleures équipes de l'époque.
Andrew Galbraith Colville a joué dans la toute première équipe d'Écosse de rugby lors du tout premier match international de rugby de l'histoire, contre l'Angleterre. Ayant joué dans un club anglais, il a été invité par le capitaine anglais à rejoindre son équipe, ce qu'a refusé Colville. L'Écosse l'emporte 1 à 0, en inscrivant 2 essais et 1 transformation contre 1 essai non transformé contre l'Angleterre (seules les transformations rapportaient des points à l'époque),,.
Colville a joué un seul autre match international : le match retour en Angleterre qui s'est tenu à The Oval le 5 février 1872 (victoire de l'Angleterre 2 à 1),.
Andrew Galbraith Colville meurt prématurément à Bournemouth le 17 avril 1881 à l'âge de 34 ans.